# Aiga Grabuste
Aiga Grabuste (née le 24 mars 1988 à Rēzekne) est une athlète lettonne spécialiste des épreuves combinées.

## Carrière
Elle remporte la médaille d'or de l'heptathlon lors des Championnats du monde juniors 2007 avec 5 920 points, avant de s'imposer deux ans plus tard dans la catégorie des moins de 23 ans à l'occasion des Championnats d'Europe espoirs, établissant un nouveau record personnel de 6 396 points (record national de Lettonie).

## Palmarès
| Date | Compétition                       | Lieu      | Résultat | Épreuve    | Points |
| ---- | --------------------------------- | --------- | -------- | ---------- | ------ |
| 2006 | Championnats du monde juniors     | Pékin     | 9e       | Heptathlon | 5 443  |
| 2007 | Championnats d'Europe juniors     | Hengelo   | 1re      | Heptathlon | 5 920  |
| 2007 | Championnats du monde             | Osaka     | 17e      | Heptathlon | 6 019  |
| 2008 | Jeux olympiques                   | Pékin     | 19e      | Heptathlon | 6 050  |
| 2009 | Championnats d'Europe espoirs     | Kaunas    | 1re      | Heptathlon | 6 396  |
| 2009 | Championnats du monde             | Berlin    | 13e      | Heptathlon | 6 033  |
| 2010 | Championnats du monde en salle    | Doha      | 7e       | Pentathlon | 4 013  |
| 2011 | TNT - Fortuna Meeting             | Kladno    | 2e       | Heptathlon | 6 252  |
| 2011 | Mehrkampf-Meeting                 | Ratingen  | 2e       | Hepathlon  | 6 507  |
| 2011 | Championnats du monde             | Daegu     | 10e      | Heptathlon | 6 222  |
| 2012 | Championnats d'Europe             | Helsinki  | 3e       | Heptathlon | 6 325  |
| 2014 | Championnats d'Europe par équipes | Riga      | 2e       | Longueur   | 6,56 m |
| 2014 | Championnats d'Europe             | Zurich    | 5e       | Longueur   | 6,57 m |
| 2015 | Championnats d'Europe en salle    | Prague    | 8e       | Longueur   | 6,54 m |
| 2015 | Championnats d'Europe par équipes | Heraklion | 4e       | Longueur   | 6,38 m |

## Records
| Épreuve    | Points | Lieu     | Date            |
| ---------- | ------ | -------- | --------------- |
| Pentathlon | 4 463  | Tallinn  | 8 février 2009  |
| Heptathlon | 6 507  | Ratingen | 17 juillet 2011 |